# Bitwa pod Marcinkowicami
Bitwa pod Marcinkowicami – bitwa stoczona podczas I wojny światowej w dniach 5-6 grudnia 1914 roku pomiędzy I Brygadą Legionów Polskich a wojskami w rejonie Marcinkowic.

## Przebieg
W bitwie wziął udział 1 pułk piechoty Legionów Polskich dowodzony przez Józefa Piłsudskiego. Do Marcinkowic dotarł wieczorem 5 grudnia z zamiarem uderzenia na okupowany przez Rosjan Nowy Sącz. Tymczasem do miasta dotarł 8 Korpus rosyjski. Artylerzyści z Góry Rdziostowskiej ostrzeliwali szosę do Nowego Sącza, po której (jak przypuszczano) miały poruszać się rosyjskie tabory. Tymczasem były to siły rosyjskie. Walki toczyły się w nocy z 5 na 6 grudnia. Rano bitwa z Góry Rdziostowskiej przeniosła się pod Las Pasternik (tam obecnie znajduje się cmentarz wojenny nr 352). Piłsudski podjął decyzję o wycofaniu się z walki.
Bitwa opóźniła o 16 godzin atak Rosjan na Limanową, co pozwoliło lepiej przygotować się do bitwy (siły Landwehry wykopały rowy strzeleckie i ułożyły zasieki z drutu kolczastego).
Żołnierze polegli podczas walk zostali pochowani na cmentarzu wojennym nr 352 w Marcinkowicach. W bitwie marcinkowickiej zginął między innymi lwowski dziennikarz – kapitan Władysław Milko.

## Rekonstrukcja bitwy
26 października 2014 roku Stowarzyszenie Razem dla Kultury działające przy gminie Chełmiec przygotowało rekonstrukcję bitwy. W tym celu przygotowano linie okopów, zarówno po stronie rosyjskiej, jak i stronie legionowej, zbudowano ziemianki, symboliczne zabudowania gospodarskie, szpital polowy z punktem opatrunkowym obsługiwanym przez sanitariuszki. Bitwa toczyła na polach pod Lasem Pasternik. Wzięło w niej udział ponad 100 osób z 12 grup historycznych. Autorem scenariusza był Paweł Terebka, członek Polskiego Towarzystwa Historycznego oddział w Nowym Sączu, który oparł go na opisie sporządzonym przez Józefa Piłsudskiego w książce Moje boje.

## Tablica pamiątkowa
Na ścianie budynku dawnego dworu 11 listopada 1988 roku w 70. rocznicę odzyskania niepodległości odsłonięto tablicę ufundowana przez mieszkańców Marcinkowic, Rdzistowa, Klęczan oraz Zespół Szkół Rolniczych. Upamiętnia ona legionistów poległych w bitwie pod Marcinkowicami oraz pobyt Józefa Piłsudskiego w dworze Alberta Faucka 5/6 grudnia 1914 oraz ponownie 28 września 1921 roku.